# Evermannichthys bicolor
 Evermannichthys bicolor es una especie de peces de la familia de los Gobiidae en el orden de los Perciformes.

## Hábitat
Es un pez de Mar, de clima tropical y demersal que vive entre 27-30 m de profundidad.

## Distribución geográfica
Se encuentra en el Atlántico occidental central: isla de Navassa. 

## Observaciones
Es inofensivo para los humanos. 